# Mihai Baciu (delegat)
Mihai Baciu (n. 1860 – d. secolul al XX-lea) a fost un deputat în Marea Adunare Națională de la Alba Iulia, organismul legislativ reprezentativ al „tuturor românilor din Transilvania, Banat și Țara Ungurească”, cel care a adoptat hotărârea privind Unirea Transilvaniei cu România, la 1 decembrie 1918 :p. 89 .

## Biografie
A participat ca delegat la Marea Adunare Națională de la Alba Iulia din 1 decembrie 1918.

## Activitatea politică

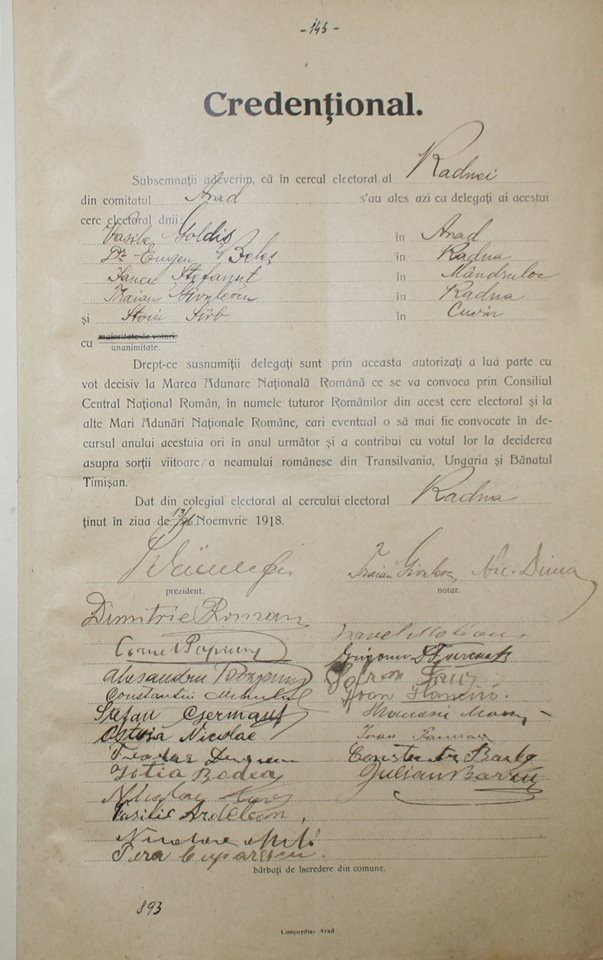
Credențional

Ca deputat în Adunarea Națională din 1 decembrie 1918 a fost delegat Însoțirii de Credit și Economii "Buna" din Feleac :p. 89.